# Atelopus
Atelopus – rodzaj płazów bezogonowych z rodziny ropuchowatych (Bufonidae) występujących w Ameryce Centralnej i Ameryce Południowej.

## Występowanie
Rodzaj obejmuje gatunki występujące od Kostaryki do Boliwii i Gujany Francuskiej. Zamieszkują one strumienie na średniej i dużej wysokości.

## Systematyka

### Etymologia
- Atelopus (Ateleopus[b], Antelopus[c]): gr. ατελης atelēs „niekompletny”, od negatywnego przedrostka α- a-; τελειος teleios „doskonały”; πους pous, ποδος podos „stopa”[2].
- Phrynidium: gr. φρυνη phrunē, φρυνης phrunēs „ropucha”[9]; łac. przyrostek zdrabniający -idium, od gr. przyrostka zdrabniającego -ιδιον -idion[10]. Gatunek typowy: nie podany.
- Hylaemorphus: rodzaj Hyla Laurenti, 1764; gr. μορφη morphē „forma, wygląd”[11]. Gatunek typowy: Hylaemorphus plutonius Jan, 1857.

### Podział systematyczny
Do rodzaju należą następujące gatunki:

- Atelopus andinus Rivero, 1968
- Atelopus angelito Ardila-Robayo & Ruiz-Carranza, 1998
- Atelopus ardila Coloma, Duellman, Almendáriz, Ron, Terán-Valdez & Guayasamin, 2010
- Atelopus arsyecue Rueda-Almonacid, 1994
- Atelopus arthuri Peters, 1973
- Atelopus balios Peters, 1973
- Atelopus barbotini Lescure, 1981
- Atelopus bomolochos Peters, 1973
- Atelopus boulengeri Peracca, 1904
- Atelopus calima Velásquez-Trujillo, Castro-Herrera, Lötters & Plewnia, 2024
- Atelopus carauta Ruiz-Carranza & Hernández-Camacho, 1978
- Atelopus carbonerensis Rivero, 1974
- Atelopus carrikeri Ruthven, 1916
- Atelopus certus Barbour, 1923
- Atelopus chiriquiensis Shreve, 1936
- Atelopus chirripoensis Savage & Bolaños, 2009
- Atelopus chocoensis Lötters, 1992
- Atelopus chrysocorallus La Marca, 1996
- Atelopus coynei Miyata, 1980
- Atelopus cruciger (Lichtenstein & Martens, 1856)
- Atelopus dimorphus Lötters, 2003
- Atelopus ebenoides Rivero, 1963
- Atelopus elegans (Boulenger, 1882)
- Atelopus epikeisthos Lötters, Schulte & Duellman, 2005
- Atelopus erythropus Boulenger, 1903
- Atelopus eusebianus Rivero & Granados-Díaz, 1993
- Atelopus eusebiodiazi Venegas, Catenazzi, Siu-Ting & Carrillo, 2008
- Atelopus exiguus Boettger, 1892
- Atelopus famelicus Rivero & Morales, 1995
- Atelopus farci Lynch, 1993
- Atelopus flavescens A.M.C. Duméril & Bibron, 1841
- Atelopus franciscus Lescure, 1974
- Atelopus fronterizo Veselý & Batista, 2021
- Atelopus galactogaster Rivero & Serna, 1993
- Atelopus gigas Coloma, Duellman, Almendáriz, Ron, Terán-Valdez & Guayasamin, 2010
- Atelopus glyphus Dunn, 1931
- Atelopus guanujo Coloma, 2002
- Atelopus guitarraensis Osorno-Muñoz, Ardila-Robayo & Ruiz-Carranza, 2001
- Atelopus halihelos Peters, 1973
- Atelopus hoogmoedi Lescure, 1974
- Atelopus ignescens (Cornalia, 1849)
- Atelopus laetissimus Ruiz-Carranza, Ardila-Robayo & Hernández-Camacho, 1994
- Atelopus limosus Ibáñez, Jaramillo & Solís, 1995
- Atelopus loettersi De la Riva, Castroviejo-Fisher, Chaparro, Boistel & Padial, 2011
- Atelopus longibrachius Rivero, 1963
- Atelopus longirostris Cope, 1868
- Atelopus lozanoi Osorno-Muñoz, Ardila-Robayo & Ruiz-Carranza, 2001
- Atelopus lynchi Cannatella, 1981
- Atelopus manauensis Jorge, Ferrão & Lima, 2020
- Atelopus mandingues Osorno-Muñoz, Ardila-Robayo & Ruiz-Carranza, 2001
- Atelopus marinkellei Cochran & Goin, 1970
- Atelopus mindoensis Peters, 1973
- Atelopus minutulus Ruiz-Carranza, Hernández-Camacho & Ardila-Robayo, 1988
- Atelopus mittermeieri Acosta-Galvis, Rueda-Almonacid, Velásquez-Álvarez, Sánchez-Pacheco & Peña-Prieto, 2006
- Atelopus monohernandezii Ardila-Robayo, Osorno-Muñoz & Ruiz-Carranza, 2002
- Atelopus moropukaqumir Herrera-Alva, Díaz, Castillo, Rodolfo & Catenazzi, 2020
- Atelopus mucubajiensis Rivero, 1974
- Atelopus muisca Rueda-Almonacid & Hoyos, 1992
- Atelopus nahumae Ruiz-Carranza, Ardila-Robayo & Hernández-Camacho, 1994
- Atelopus nanay Coloma, 2002
- Atelopus nepiozomus Peters, 1973
- Atelopus nicefori Rivero, 1963
- Atelopus nocturnus Bravo-Valencia & Rivera-Correa, 2011
- Atelopus onorei Coloma, Lötters, Duellman & Miranda-Leiva, 2007
- Atelopus orcesi Coloma, Duellman, Almendáriz, Ron, Terán-Valdez & Guayasamin, 2010
- Atelopus oxapampae Lehr, Lötters & Lundberg, 2008
- Atelopus oxyrhynchus Boulenger, 1903
- Atelopus pachydermus (Schmidt, 1857)
- Atelopus palmatus Andersson, 1945
- Atelopus pastuso Coloma, Duellman, Almendáriz, Ron, Terán-Valdez & Guayasamin, 2010
- Atelopus patazensis Venegas, Catenazzi, Siu-Ting, Carrillo, 2008
- Atelopus pedimarmoratus Rivero, 1963
- Atelopus peruensis Gray et Cannatella, 1985
- Atelopus petersi Coloma, Lötters, Duellman & Miranda-Leiva, 2007
- Atelopus petriruizi Ardila-Robayo, 1999
- Atelopus pictiventris Kattan, 1986
- Atelopus pinangoi Rivero, 1982
- Atelopus planispina Jiménez de la Espada, 1875
- Atelopus podocarpus Coloma, Duellman, Almendáriz, Ron, Terán-Valdez & Guayasamin, 2010
- Atelopus pulcher Boulenger, 1882
- Atelopus pyrodactylus Venegas & Barrio, 2006
- Atelopus quimbaya Ruiz-Carranza & Osorno-Muñoz, 1994
- Atelopus reticulatus Lötters, Haas, Schick & Böhme, 2002
- Atelopus sanjosei Rivero & Serna, 1989
- Atelopus seminiferus Cope, 1874
- Atelopus senex Taylor, 1952
- Atelopus sernai Ruiz-Carranza & Osorno-Muñoz, 1994
- Atelopus simulatus Ruiz-Carranza & Osorno-Muñoz, 1994
- Atelopus siranus Lötters & Henzl, 2000
- Atelopus sonsonensis Vélez-Rodriguez & Ruiz-Carranza, 1997
- Atelopus sorianoi La Marca, 1983
- Atelopus spumarius Cope, 1871
- Atelopus spurrelli Boulenger, 1914
- Atelopus subornatus Werner, 1899
- Atelopus tamaense La Marca, García-Pérez & Renjifo, 1990
- Atelopus tricolor Boulenger, 1902
- Atelopus varius (Lichtenstein & Martens, 1856) – kikutnik pstry[12]
- Atelopus vogli Müller, 1934
- Atelopus walkeri Rivero, 1963
- Atelopus zeteki Dunn, 1933

## Status
Liczebność osobników tego rodzaju przez ostatnich 20 lat uległa spadkowi, wiele gatunków zagrożonych jest wyginięciem, a niektóre już wyginęły. Wśród przyczyn tego stanu rzeczy znajduje się przedstawiciel skoczkowców Batrachochytrium dendrobatidis, a także pestycydy i utrata środowiska.